# Bob Clotworthy
Robert Lynn "Bob" Clotworthy (* 8. Mai 1931 in Newark, New Jersey; † 1. Juni 2018 in Salt Lake City, Utah) war ein US-amerikanischer Wasserspringer und Schwimm-Trainer.

## Karriere

### Als Sportler
Clotworthy wurde in Newark geboren und wuchs im nahen Westfield auf. Bereits mit 10 Jahren begann er mit dem Turmspringen.
Clotworthy konnte bereits in seiner frühen Karriere bei nationalen Wettkämpfen diverse Erfolge erzielen. So errang er 11 Titel bei Wettkämpfen der Big Ten, der NCAA und der AAU.
Seine erste olympische Medaille errang er im Jahr 1952 bei den Sommerspielen in Helsinki. Beim Wettbewerb vom 3-Meter-Brett, bei dem die US-Amerikaner alle Medaillen erringen konnten, wurde er hinter David Browning und Miller Anderson Dritter und kehrte mit Bronze nach Hause zurück.
Im Jahr 1955 konnte er bei den Panamerikanischen Spielen gar 2 Medaillen gewinnen: vom 10-Meter-Brett war nur der Mexikaner Joaquín Capilla stärker, während er vom 3-Meter-Brett hinter eben jenem Mexikaner und seinem Landsmann Arthur Coffey Bronze errang.
Bei den Olympischen Sommerspielen im Jahr 1956 in Melbourne krönte Clotworthy seine Karriere: er gewann vom 3-Meter-Brett vor Donald Harper und Joaquín Capilla Gold.

### Als Trainer
Clotworthy wurde nach seiner aktiven Zeit ein erfolgreicher Schwimmtrainer. Er trainierte in West Point (1955/56), Dartmouth (1958), Princeton (1958–70), Arizona State (1970/71) und Texas (1972–76) erfolgreich. Zu seinen Athleten zählten unter anderen Jed Graef, der während seiner Zeit in Princeton an den Olympischen Sommerspielen 1964 teilnahm und Gold gewann, sowie Ross Wales, der bei den Spielen 1968 Bronze errang. Zum Ende seiner Karriere war Clotworthy in Venezuela als Trainer des Friedenscorps aktiv.
Bob Clotworthy wurde im Jahr 1980 in die International Swimming Hall of Fame aufgenommen.

## Privates
Clotworthy war bis zu ihrem Tod im Jahr 2012 mit Cynthia Gill, die im US-Schwimmteam aktiv war, verheiratet. Sie hatten sich bei den Panamerikanischen Spielen 1955 kennengelernt und im Jahr 1958 geheiratet. Das Ehepaar hinterließ 4 Kinder, 12 Enkel und 15 Ur-Enkel.